# Pisa (Grecia)
Pisa (in greco antico: Πῖσα?, Pîsa) è un'antica località dell'Èlide, nel Peloponneso; presso Pisa scorre il fiume Alfeo, ed Olimpia era nelle vicinanze.
Fu suo sovrano Enomao, poi spodestato da Pelope. Fu verosimilmente distrutta nel VI secolo a.C.  Il paese che oggi sorge sulle rovine dell'antica Pisa è chiamato Archèa Pisa, ovvero Pisa Antica.
Secondo la leggenda, alcuni profughi Pelasgi originari di Pisa, di ritorno dalla guerra di Troia, sotto la guida di Pèlope fondarono in Italia l'attuale Pisa.
Sempre secondo la tradizione antica, qui sorgeva lo stadio misurato Ercole, che divenne poi una unità di misura del mondo antico.